# Rubus malacocarpus
Rubus malacocarpus là loài thực vật có hoa trong họ Hoa hồng. Loài này được Standl. & L.O. Williams miêu tả khoa học đầu tiên năm 1951.